# Kobayashi Hiroshi
Hiroshi Kobayashi (小林 寛, sinh ngày 17 tháng 3 năm 1959) là một huấn luyện viên và cựu cầu thủ bóng đá người Nhật Bản.

## Sự nghiệp Huấn luyện viên
Hiroshi Kobayashi đã dẫn dắt ALO's Hokuriku, Kawasaki Frontale và Mito HollyHock.